# Golden Globe Award för bästa kvinnliga huvudroll – musikal eller komedi
Detta är en lista över vilka som har tilldelats en Golden Globe Award i klassen bästa kvinnliga huvudroll – musikal eller komedi.

## Vinnare och nominerade

### 1950-talet
| År   | Skådespelare      | Karaktär                   | Film                         |
| ---- | ----------------- | -------------------------- | ---------------------------- |
| 1951 | Judy Holliday     | Emma "Billie" Dawn         | Född i går                   |
| 1951 | Spring Byington   | Louisa Norton              | Louisa                       |
| 1951 | Betty Hutton      | Annie Oakley               | Annie Get Your Gun           |
| 1952 | June Allyson      | Cynthia Potter             | För ung för kyssar           |
| 1953 | Susan Hayward     | Jane Froman                | Med en sång i mitt hjärta    |
| 1953 | Katharine Hepburn | Pat Pemberton              | Feminint fenomen             |
| 1953 | Ginger Rogers     | Edwina Fulton              | Föryngringsprofessorn        |
| 1954 | Ethel Merman      | Sally Adams                | Call Me Madam                |
| 1955 | Judy Garland      | Vicki Lester               | En stjärna föds              |
| 1956 | Jean Simmons      | Sarah Brown                | Pysar och sländor            |
| 1957 | Deborah Kerr      | Anna Leonowens             | Kungen och jag               |
| 1957 | Judy Holliday     | Laura Partridge            | Huv'et på skaft              |
| 1957 | Machiko Kyō       | Lotus Blossom              | Tehuset Augustimånen         |
| 1957 | Marilyn Monroe    | Chérie                     | Bus Stop                     |
| 1957 | Debbie Reynolds   | Polly Parish               | En pappa för mycket          |
| 1958 | Taina Elg         | Angele Ducros              | Les Girls                    |
| 1958 | Kay Kendall       | Sybil Wren                 | Les Girls                    |
| 1958 | Cyd Charisse      | Nina "Ninotchka" Yoschenko | Silkesstrumpan               |
| 1958 | Audrey Hepburn    | Ariane Chavasse            | Ariane                       |
| 1958 | Jean Simmons      | Anne Leeds                 | Kanske i kväll               |
| 1959 | Rosalind Russell  | Mame Dennis                | Min fantastiska tant         |
| 1959 | Ingrid Bergman    | Anna Kalman                | Indiskret                    |
| 1959 | Leslie Caron      | Gigi                       | Gigi, ett lättfärdigt stycke |
| 1959 | Doris Day         | Isolde Poole               | Kärlekstunneln               |
| 1959 | Mitzi Gaynor      | Nellie Forbush             | South Pacific                |
| 1960 | Marilyn Monroe    | "Sugar Kane" Kowalczyk     | I hetaste laget              |
| 1960 | Dorothy Dandridge | Bess                       | Porgy and Bess               |
| 1960 | Doris Day         | Jan Morrow                 | Jag hatar dej, älskling      |
| 1960 | Shirley MacLaine  | Meg Wheeler                | Det vet varenda flicka       |
| 1960 | Lilli Palmer      | Kathryn Ward               | Jag och min sekreterare      |

### 1960-talet
| År   | Skådespelare      | Karaktär                                                 | Film                          |
| ---- | ----------------- | -------------------------------------------------------- | ----------------------------- |
| 1960 | Shirley MacLaine  | Fran Kubelik                                             | Ungkarlslyan                  |
| 1960 | Lucille Ball      | Kitty Weaver                                             | På vift fast gift             |
| 1960 | Capucine          | Princess Carolyne zu Sayn-Wittgenstein                   | På musikens vingar            |
| 1960 | Judy Holliday     | Ella Peterson                                            | Det ringer, det ringer        |
| 1960 | Sophia Loren      | Lucia Curcio                                             | Det började i Neapel          |
| 1961 | Rosalind Russell  | Mrs. Jacoby                                              | Geishan från Brooklyn         |
| 1961 | Bette Davis       | Apple Annie                                              | Fickan full av flax           |
| 1961 | Audrey Hepburn    | Holly Golightly                                          | Frukost på Tiffany's          |
| 1961 | Hayley Mills      | Susan Evers/Sharon McKendrick                            | Föräldrafällan                |
| 1961 | Miyoshi Umeki     | Mei Li                                                   | Karneval i San Francisco      |
| 1962 | Rosalind Russell  | Rose Hovick                                              | Gypsy                         |
| 1962 | Doris Day         | Kitty Wonder                                             | Sol och vår och kär           |
| 1962 | Jane Fonda        | Isabel Haverstick                                        | Vilse i lustgården            |
| 1962 | Shirley Jones     | Marian Paroo                                             | Music Man                     |
| 1962 | Natalie Wood      | Louise                                                   | Gypsy                         |
| 1963 | Shirley MacLaine  | Irma la Douce                                            | Irma la Douce                 |
| 1963 | Ann-Margret       | Kim MacAffee                                             | Bye Bye Birdie                |
| 1963 | Doris Day         | Ellen Wagstaff Arden                                     | Smekmånad på tre              |
| 1963 | Audrey Hepburn    | Regina "Reggie" Lampert                                  | Charade                       |
| 1963 | Hayley Mills      | Nancy Carey                                              | Summer Magic                  |
| 1963 | Molly Picon       | Sophie Baker                                             | Slå på trumman bror           |
| 1963 | Jill St. John     | Peggy John                                               | Slå på trumman bror           |
| 1963 | Joanne Woodward   | Samantha Blake/Mimi                                      | Nytt sätt att älska           |
| 1964 | Julie Andrews     | Mary Poppins                                             | Mary Poppins                  |
| 1964 | Audrey Hepburn    | Eliza Doolittle                                          | My Fair Lady                  |
| 1964 | Sophia Loren      | Filumena Martuarno                                       | Giftas på italienska          |
| 1964 | Melina Mercouri   | Elizabeth Lipp                                           | Topkapi                       |
| 1964 | Debbie Reynolds   | Molly Brown                                              | Colorados vilda dotter        |
| 1965 | Julie Andrews     | Maria von Trapp                                          | Sound of Music                |
| 1965 | Jane Fonda        | Cat Ballou                                               | Cat Ballou skjuter skarpt     |
| 1965 | Barbara Harris    | Dr. Sandra Markowitz                                     | Nick - akta dej för arbete    |
| 1965 | Rita Tushingham   | Nancy Jones                                              | Greppet                       |
| 1965 | Natalie Wood      | Daisy Clover                                             | Inside Daisy Clover           |
| 1966 | Lynn Redgrave     | Georgy                                                   | Georgy Girl                   |
| 1966 | Jane Fonda        | Ellen                                                    | Any Wednesday                 |
| 1966 | Elizabeth Hartman | Barbara Darling                                          | Big Boy                       |
| 1966 | Shirley MacLaine  | Nicole Chang                                             | Högt spel i Orienten          |
| 1966 | Vanessa Redgrave  | Leonie Delt                                              | Morgan!                       |
| 1967 | Anne Bancroft     | Mrs. Robinson                                            | Mandomsprovet                 |
| 1967 | Julie Andrews     | Millie Dillmount                                         | Moderna Millie                |
| 1967 | Audrey Hepburn    | Joanna "Jo" Wallace                                      | Två på väg                    |
| 1967 | Shirley MacLaine  | Paulette/Maria Teresa/Linda/Edith/Eve Minou/Marie/Jeanne | Woman Times Seven             |
| 1967 | Vanessa Redgrave  | Guenevere                                                | Camelot                       |
| 1968 | Barbra Streisand  | Fanny Brice                                              | Funny Girl                    |
| 1968 | Julie Andrews     | Gertrude Lawrence                                        | Star!                         |
| 1968 | Lucille Ball      | Helen North                                              | Vi ses under sängen           |
| 1968 | Petula Clark      | Sharon McLongeran                                        | Finian's Rainbow              |
| 1968 | Gina Lollobrigida | Carla Campbell                                           | Tack för senast, Mrs Campbell |
| 1969 | Patty Duke        | Natalie Miller                                           | Me, Natalie                   |
| 1969 | Ingrid Bergman    | Stephanie Dickinson                                      | Kaktusblomman                 |
| 1969 | Dyan Cannon       | Alice Henderson                                          | Bob & Carol & Ted & Alice     |
| 1969 | Kim Darby         | Doris Bolton Owen                                        | Generation                    |
| 1969 | Mia Farrow        | Mary                                                     | John och Mary                 |
| 1969 | Shirley MacLaine  | Charity Hope Valentine                                   | Sweet Charity                 |
| 1969 | Anna Magnani      | Rose Bombolini                                           | Santa Vittorias hemlighet     |
| 1969 | Barbra Streisand  | Dolly Levi                                               | Hello Dolly                   |

### 1970-talet
| År   | Skådespelare       | Karaktär                   | Film                         |
| ---- | ------------------ | -------------------------- | ---------------------------- |
| 1970 | Carrie Snodgress   | Tina Balser                | En galen hemmafrus dagbok    |
| 1970 | Julie Andrews      | Lili Smith                 | Darling Lili                 |
| 1970 | Sandy Dennis       | Gwen Kellerman             | Osmak till tusen             |
| 1970 | Angela Lansbury    | Countess Erthe Van Orstein | Lite åt envar                |
| 1970 | Barbra Streisand   | Doris                      | Ugglan och kissekatten       |
| 1971 | Twiggy             | Polly Browne               | The Boy Friend               |
| 1971 | Sandy Duncan       | Amy Cooper                 | Star Spangled Girl           |
| 1971 | Ruth Gordon        | Maude Chardin              | Harold and Maude             |
| 1971 | Angela Lansbury    | Eglantine Price            | Sängknoppar och kvastskaft   |
| 1971 | Elaine May         | Henrietta Lowell           | I död och lust               |
| 1972 | Liza Minnelli      | Sally Bowles               | Cabaret                      |
| 1972 | Carol Burnett      | Tillie                     | Varning! Äktenskap pågår!    |
| 1972 | Goldie Hawn        | Jill Tanner                | Fri som fjärilen             |
| 1972 | Juliet Mills       | Pamela Piggott             | Avanti!                      |
| 1972 | Maggie Smith       | Augusta Bertram            | Min lättfotade 'moster'      |
| 1973 | Glenda Jackson     | Vicky Allesio              | Kärlek börjar med kast       |
| 1973 | Yvonne Elliman     | Mary Magdalene             | Jesus Christ Superstar       |
| 1973 | Cloris Leachman    | Nettie Appleby             | Charley och ängeln           |
| 1973 | Tatum O'Neal       | Addie Loggins              | Paper Moon                   |
| 1973 | Liv Ullmann        | Ann Stanley                | 40 karat                     |
| 1974 | Raquel Welch       | Constance Bonacieux        | De tre musketörerna          |
| 1974 | Lucille Ball       | Mame Dennis                | Mame                         |
| 1974 | Diahann Carroll    | Claudine                   | Claudine                     |
| 1974 | Helen Hayes        | Grandma Steinmetz          | Full speed igen, Herbie!     |
| 1974 | Cloris Leachman    | Frau Blücher               | Det våras för Frankenstein   |
| 1975 | Ann-Margret        | Nora Walker                | Tommy                        |
| 1975 | Julie Christie     | Jackie Shawn               | Shampoo                      |
| 1975 | Goldie Hawn        | Jill                       | Shampoo                      |
| 1975 | Liza Minnelli      | Claire                     | Oh, vilket sjöslag!          |
| 1975 | Barbra Streisand   | Fanny Brice                | Funny Lady                   |
| 1976 | Barbra Streisand   | Esther Hoffman             | En stjärna föds              |
| 1976 | Jodie Foster       | Annabelle Andrews          | Åh vilken fredag             |
| 1976 | Barbara Harris     | Blanche Tyler              | Arvet                        |
| 1976 | Barbara Harris     | Ellen Andrew               | Åh vilken fredag             |
| 1976 | Goldie Hawn        | Amanda "Duchess" Quaid     | Ruffel och båg               |
| 1976 | Rita Moreno        | Googie Gomez               | Baddare till badare          |
| 1977 | Diane Keaton       | Annie Hall                 | Annie Hall                   |
| 1977 | Marsha Mason       | Paula McFadden             | Sa jag adjö när jag kom?     |
| 1977 | Sally Field        | Carrie                     | Nu blåser vi snuten          |
| 1977 | Liza Minnelli      | Francine Evans             | New York, New York           |
| 1977 | Lily Tomlin        | Margo Sperling             | The Late Show                |
| 1978 | Ellen Burstyn      | Doris                      | Samma tid nästa år           |
| 1978 | Maggie Smith       | Diana Barrie               | California Suite             |
| 1978 | Jacqueline Bisset  | Natasha O'Brien            | Döden i grytan               |
| 1978 | Goldie Hawn        | Gloria Mundy               | Tjejen som visste för mycket |
| 1978 | Olivia Newton-John | Sandy Olsson               | Grease                       |
| 1979 | Bette Midler       | Mary Rose Foster           | The Rose                     |
| 1979 | Julie Andrews      | Samantha Taylor            | 10                           |
| 1979 | Jill Clayburgh     | Marilyn Holmberg           | Blåst på konfekten           |
| 1979 | Shirley MacLaine   | Eve Rand                   | Välkommen Mr. Chance!        |
| 1979 | Marsha Mason       | Jennie MacLaine            | Andra gången gillt           |

### 1980-talet
| År   | Skådespelare      | Karaktär                           | Film                                                |
| ---- | ----------------- | ---------------------------------- | --------------------------------------------------- |
| 1980 | Sissy Spacek      | Loretta Lynn                       | Loretta                                             |
| 1980 | Irene Cara        | Coco Hernandez                     | Fame                                                |
| 1980 | Goldie Hawn       | Judy Benjamin                      | Tjejen som gjorde lumpen                            |
| 1980 | Bette Midler      | Herself / The Divine Miss M        | Divine Madness!                                     |
| 1980 | Dolly Parton      | Doralee Rhodes                     | 9 till 5                                            |
| 1981 | Bernadette Peters | Eileen Everson                     | Pennies from Heaven                                 |
| 1981 | Blair Brown       | Dr. Nell Porter                    | Kalla mig Örnie                                     |
| 1981 | Carol Burnett     | Kate Burroughs                     | The Four Seasons                                    |
| 1981 | Jill Clayburgh    | Ruth Loomis                        | Första måndagen i oktober                           |
| 1981 | Liza Minnelli     | Linda Marolla                      | Arthur                                              |
| 1982 | Julie Andrews     | Victoria Grant / Victor Grezhinski | Victor Victoria                                     |
| 1982 | Carol Burnett     | Miss Hannigan                      | Annie                                               |
| 1982 | Sally Field       | Kay                                | Kiss Me Goodbye                                     |
| 1982 | Goldie Hawn       | Paula McCullen                     | Best Friends                                        |
| 1982 | Dolly Parton      | Mona Stangley                      | Det bästa lilla horhuset i Texas                    |
| 1982 | Aileen Quinn      | Annie                              | Annie                                               |
| 1983 | Julie Walters     | Rita                               | Timmarna med Rita                                   |
| 1983 | Anne Bancroft     | Anna Bronski                       | Att vara eller inte vara eller Det våras för Hamlet |
| 1983 | Jennifer Beals    | Alex Owens                         | Flashdance                                          |
| 1983 | Linda Ronstadt    | Mabel                              | The Pirates of Penzance                             |
| 1983 | Barbra Streisand  | Yentl/Anschel                      | Yentl                                               |
| 1984 | Kathleen Turner   | Joan Wilder                        | Den vilda jakten på stenen                          |
| 1984 | Anne Bancroft     | Estelle Rolfe                      | Jakten på Garbo                                     |
| 1984 | Mia Farrow        | Tina Vitale                        | Broadway Danny Rose                                 |
| 1984 | Shelley Long      | Lucy Brodsky                       | Irreconcilable Differences                          |
| 1984 | Lily Tomlin       | Edwina Cutwater                    | Mitt andra jag                                      |
| 1985 | Kathleen Turner   | Irene Walker                       | Prizzis heder                                       |
| 1985 | Rosanna Arquette  | Roberta Glass                      | Susan, var är du?                                   |
| 1985 | Glenn Close       | Maxie                              | Maxie                                               |
| 1985 | Mia Farrow        | Cecelia                            | Kairos röda ros                                     |
| 1985 | Sally Field       | Emma Moriarty                      | Murphys romans                                      |
| 1986 | Sissy Spacek      | Rebecca "Babe" Magrath - Botrelle  | Crimes of the Heart                                 |
| 1986 | Julie Andrews     | Gillian Fairchild                  | Sånt är livet                                       |
| 1986 | Melanie Griffith  | Audrey Hankel                      | I vildaste laget                                    |
| 1986 | Bette Midler      | Barbara Whiteman                   | På luffen i Beverly Hills                           |
| 1986 | Kathleen Turner   | Peggy Sue                          | Peggy Sue gifte sig                                 |
| 1987 | Cher              | Loretta Castorini                  | Mångalen                                            |
| 1987 | Jennifer Grey     | Frances "Baby" Houseman            | Dirty Dancing                                       |
| 1987 | Holly Hunter      | Jane Craig                         | Broadcast News – nyhetsfeber                        |
| 1987 | Diane Keaton      | J.C. Wiatt                         | Baby Boom                                           |
| 1987 | Bette Midler      | Sandy Bronzinsky                   | Par i damer                                         |
| 1988 | Melanie Griffith  | Tess McGill                        | Working Girl                                        |
| 1988 | Jamie Lee Curtis  | Wanda Gershwitz                    | En fisk som heter Wanda                             |
| 1988 | Amy Irving        | Isabelle Grossman                  | Kärlek på Manhattan                                 |
| 1988 | Michelle Pfeiffer | Angela DeMarco                     | Gift med maffian                                    |
| 1988 | Susan Sarandon    | Annie Savoy                        | Bull Durham                                         |
| 1989 | Jessica Tandy     | Daisy Werthan                      | På väg med miss Daisy                               |
| 1989 | Pauline Collins   | Shirley Valentine Bradshaw         | Shirley Valentine                                   |
| 1989 | Meg Ryan          | Sally Albright                     | När Harry träffade Sally...                         |
| 1989 | Meryl Streep      | Mary Fisher                        | En hon-djävuls liv och lustar                       |
| 1989 | Kathleen Turner   | Barbara Rose                       | Den vilda jakten på lyckan                          |

### 1990-talet
| År   | Skådespelare       | Karaktär                 | Film                                      |
| ---- | ------------------ | ------------------------ | ----------------------------------------- |
| 1990 | Julia Roberts      | Vivian Ward              | Pretty Woman                              |
| 1990 | Mia Farrow         | Alice                    | Alice                                     |
| 1990 | Andie MacDowell    | Bronte Mitchell          | Gifta på låtsas                           |
| 1990 | Demi Moore         | Molly Jensen             | Ghost                                     |
| 1990 | Meryl Streep       | Suzanne Vale             | Vykort från drömfabriken                  |
| 1991 | Bette Midler       | Dixie Leonard            | For the Boys - Soldaternas sång           |
| 1991 | Ellen Barkin       | Amanda Brooks            | Switch                                    |
| 1991 | Kathy Bates        | Evelyn Couch             | Stekta gröna tomater på Whistle Stop Café |
| 1991 | Anjelica Huston    | Morticia Addams          | Familjen Addams                           |
| 1991 | Michelle Pfeiffer  | Frankie                  | Frankie & Johnny                          |
| 1992 | Miranda Richardson | Rose Arbuthnot           | En förtrollad april                       |
| 1992 | Geena Davis        | Dottie Hinson            | Tjejligan                                 |
| 1992 | Whoopi Goldberg    | Deloris van Cartier      | En värsting till syster                   |
| 1992 | Shirley MacLaine   | Pearl Berman             | Ge kärleken en chans                      |
| 1992 | Meryl Streep       | Madeline Ashton          | Döden klär henne                          |
| 1993 | Angela Bassett     | Tina Turner              | Tina – What's Love Got to Do with It      |
| 1993 | Stockard Channing  | Ouisa Kittredge          | Ett oväntat besök                         |
| 1993 | Anjelica Huston    | Morticia Addams          | Den heliga familjen Addams                |
| 1993 | Diane Keaton       | Carol Lipton             | Manhattan Murder Mystery                  |
| 1993 | Meg Ryan           | Annie Reed               | Sömnlös i Seattle                         |
| 1994 | Jamie Lee Curtis   | Helen Tasker             | True Lies                                 |
| 1994 | Geena Davis        | Julia Mann               | På tal om kärlek                          |
| 1994 | Andie MacDowell    | Carrie                   | Fyra bröllop och en begravning            |
| 1994 | Shirley MacLaine   | Tess Carlisle            | Mer än plikten kräver                     |
| 1994 | Emma Thompson      | Dr. Diana Redding        | Junior                                    |
| 1995 | Nicole Kidman      | Suzanne Stone-Maretto    | Till varje pris                           |
| 1995 | Annette Bening     | Sydney Ellen Wade        | Presidenten och miss Wade                 |
| 1995 | Sandra Bullock     | Lucy Eleanor Moderatz    | Medan du sov                              |
| 1995 | Toni Collette      | Muriel Heslop            | Muriels bröllop                           |
| 1995 | Vanessa Redgrave   | Miss Bentley             | En månad vid sjön                         |
| 1996 | Madonna            | Eva Perón                | Evita                                     |
| 1996 | Glenn Close        | Cruella de Vil           | 101 dalmatiner                            |
| 1996 | Frances McDormand  | Marge Gunderson          | Fargo                                     |
| 1996 | Debbie Reynolds    | Beatrice Henderson       | Mother                                    |
| 1996 | Barbra Streisand   | Rose Morgan              | Kärlekens båda ansikten                   |
| 1997 | Helen Hunt         | Carol Connelly           | Livet från den ljusa sidan                |
| 1997 | Joey Lauren Adams  | Alyssa Jones             | Chasing Amy                               |
| 1997 | Pam Grier          | Jackie Brown             | Jackie Brown                              |
| 1997 | Jennifer Lopez     | Selena Quintanilla-Pérez | Selena                                    |
| 1997 | Julia Roberts      | Julianne Potter          | Min bäste väns bröllop                    |
| 1998 | Gwyneth Paltrow    | Viola de Lesseps         | Shakespeare in Love                       |
| 1998 | Cameron Diaz       | Mary Jensen              | Den där Mary                              |
| 1998 | Jane Horrocks      | Laura Hoff               | Little Voice                              |
| 1998 | Christina Ricci    | Deedee Truitt            | The Opposite of Sex                       |
| 1998 | Meg Ryan           | Kathleen Kelly           | Du har mail                               |
| 1999 | Janet McTeer       | Mary Jo Walker           | Tumbleweeds                               |
| 1999 | Julianne Moore     | Mrs. Laura Cheveley      | En idealisk äkta man                      |
| 1999 | Julia Roberts      | Anna Scott               | Notting Hill                              |
| 1999 | Sharon Stone       | Sarah Little             | Drömfabriken                              |
| 1999 | Reese Witherspoon  | Tracy Flick              | Election                                  |

### 2000-talet
| År   | Skådespelare         | Karaktär              | Film                                       |
| ---- | -------------------- | --------------------- | ------------------------------------------ |
| 2000 | Renée Zellweger      | Betty Sizemore        | Nurse Betty                                |
| 2000 | Juliette Binoche     | Vianne Rocher         | Chocolat                                   |
| 2000 | Brenda Blethyn       | Grace Trevethyn       | Saving Grace                               |
| 2000 | Sandra Bullock       | Gracie Hart           | Miss Secret Agent                          |
| 2000 | Tracey Ullman        | Frenchy Jackson       | Small Time Crooks                          |
| 2001 | Nicole Kidman        | Satine                | Moulin Rouge!                              |
| 2001 | Thora Birch          | Enid Wilson           | Ghost World                                |
| 2001 | Cate Blanchett       | Kate Wheeler          | Bandits                                    |
| 2001 | Reese Witherspoon    | Elle Woods            | Legally Blonde                             |
| 2001 | Renée Zellweger      | Bridget Jones         | Bridget Jones dagbok                       |
| 2002 | Renée Zellweger      | Roxie Hart            | Chicago                                    |
| 2002 | Maggie Gyllenhaal    | Lee Holloway          | Secretary                                  |
| 2002 | Goldie Hawn          | Suzette Crooks        | The Banger Sisters                         |
| 2002 | Nia Vardalos         | Toula Portokalos      | My Big Fat Greek Wedding                   |
| 2002 | Catherine Zeta-Jones | Velma Kelly           | Chicago                                    |
| 2003 | Diane Keaton         | Erica Jane Barry      | Galen i kärlek                             |
| 2003 | Jamie Lee Curtis     | Tess Coleman          | Freaky Friday                              |
| 2003 | Scarlett Johansson   | Charlotte Riley       | Lost in Translation                        |
| 2003 | Diane Lane           | Frances Mayes         | Under the Tuscan Sun                       |
| 2003 | Helen Mirren         | Chris Harper          | Calendar Girls                             |
| 2004 | Annette Bening       | Julia Lambert         | Being Julia                                |
| 2004 | Ashley Judd          | Linda Porter          | De-Lovely                                  |
| 2004 | Emmy Rossum          | Christine Daaé        | Fantomen på Operan                         |
| 2004 | Kate Winslet         | Clementine Kruczynski | Eternal Sunshine of the Spotless Mind      |
| 2004 | Renée Zellweger      | Bridget Jones         | På spaning med Bridget Jones               |
| 2005 | Reese Witherspoon    | June Carter           | Walk the Line                              |
| 2005 | Judi Dench           | Laura Henderson       | Mrs Henderson Presents                     |
| 2005 | Keira Knightley      | Elizabeth Bennet      | Stolthet & fördom                          |
| 2005 | Laura Linney         | Joan Berkman          | The Squid and the Whale                    |
| 2005 | Sarah Jessica Parker | Meredith Morton       | The Family Stone                           |
| 2006 | Meryl Streep         | Miranda Priestly      | Djävulen bär Prada                         |
| 2006 | Annette Bening       | Deirdre Burroughs     | Running with Scissors                      |
| 2006 | Toni Collette        | Sheryl Hoover         | Little Miss Sunshine                       |
| 2006 | Beyoncé Knowles      | Deena Jones           | Dreamgirls                                 |
| 2006 | Renée Zellweger      | Beatrix Potter        | Miss Potter                                |
| 2007 | Marion Cotillard     | Édith Piaf            | La vie en rose – berättelsen om Edith Piaf |
| 2007 | Amy Adams            | Giselle               | Förtrollad                                 |
| 2007 | Nikki Blonsky        | Tracy Turnblad        | Hairspray                                  |
| 2007 | Helena Bonham Carter | Mrs. Lovett           | Sweeney Todd                               |
| 2007 | Ellen Page           | Juno MacGuff          | Juno                                       |
| 2008 | Sally Hawkins        | Pauline "Poppy" Cross | Happy-Go-Lucky                             |
| 2008 | Rebecca Hall         | Vicky Marielle        | Vicky Cristina Barcelona                   |
| 2008 | Frances McDormand    | Linda Litzke          | Burn After Reading                         |
| 2008 | Meryl Streep         | Donna Sheridan        | Mamma Mia!                                 |
| 2008 | Emma Thompson        | Kate Walker           | Last Chance Harvey                         |
| 2009 | Meryl Streep         | Julia Child           | Julie & Julia                              |
| 2009 | Sandra Bullock       | Margaret Tate         | The Proposal                               |
| 2009 | Marion Cotillard     | Luisa Contini         | Nine                                       |
| 2009 | Julia Roberts        | Claire Stenwick       | Duplicity                                  |
| 2009 | Meryl Streep         | Jane Adler            | It's Complicated                           |

### 2010-talet
| År   | Skådespelare        | Karaktär                             | Film                             |
| ---- | ------------------- | ------------------------------------ | -------------------------------- |
| 2010 | Annette Bening      | Dr. Nicole "Nic" Allgood             | The Kids Are All Right           |
| 2010 | Anne Hathaway       | Maggie Murdock                       | Love & Other Drugs               |
| 2010 | Angelina Jolie      | Elise Ward                           | The Tourist                      |
| 2010 | Julianne Moore      | Jules Allgood                        | The Kids Are All Right           |
| 2010 | Emma Stone          | Olive Penderghast                    | Easy A                           |
| 2011 | Michelle Williams   | Marilyn Monroe                       | My Week with Marilyn             |
| 2011 | Jodie Foster        | Penelope Longstreet                  | Carnage                          |
| 2011 | Charlize Theron     | Mavis Gary                           | Young Adult                      |
| 2011 | Kristen Wiig        | Annie Walker                         | Bridesmaids                      |
| 2011 | Kate Winslet        | Nancy Cowan                          | Carnage                          |
| 2012 | Jennifer Lawrence   | Tiffany Maxwell                      | Silver Linings Playbook          |
| 2012 | Emily Blunt         | Harriet Chetwode-Talbot              | Salmon Fishing in the Yemen      |
| 2012 | Judi Dench          | Evelyn Greenslade                    | The Best Exotic Marigold Hotel   |
| 2012 | Maggie Smith        | Jean Horton                          | Quartet                          |
| 2012 | Meryl Streep        | Kay Soames                           | Hope Springs                     |
| 2013 | Amy Adams           | Sydney Prosser / Lady Edith Greensly | American Hustle                  |
| 2013 | Julie Delpy         | Céline Wallace                       | Before Midnight                  |
| 2013 | Greta Gerwig        | Frances Halliday                     | Frances Ha                       |
| 2013 | Julia Louis-Dreyfus | Eva Henderson                        | Enough Said                      |
| 2013 | Meryl Streep        | Violet Weston                        | En familj – August: Osage County |
| 2014 | Amy Adams           | Margaret Keane                       | Big Eyes                         |
| 2014 | Emily Blunt         | The Baker's Wife                     | Into the Woods                   |
| 2014 | Helen Mirren        | Madame Mallory                       | The Hundred-Foot Journey         |
| 2014 | Julianne Moore      | Havana Segrand                       | Maps to the Stars                |
| 2014 | Quvenzhané Wallis   | Annie Bennett                        | Annie                            |
| 2015 | Jennifer Lawrence   | Joy Mangano                          | Joy                              |
| 2015 | Melissa McCarthy    | Susan Cooper                         | Spy                              |
| 2015 | Amy Schumer         | Amy Townsend                         | Trainwreck                       |
| 2015 | Maggie Smith        | Mary Shepherd                        | The Lady in the Van              |
| 2015 | Lily Tomlin         | Elle Reid                            | Grandma                          |
| 2016 | Emma Stone          | Mia Dolan                            | La La Land                       |
| 2016 | Annette Bening      | Dorothea Fields                      | 20th Century Women               |
| 2016 | Lily Collins        | Marla Mabrey                         | Rules Don't Apply                |
| 2016 | Hailee Steinfeld    | Nadine Franklin                      | The Edge of Seventeen            |
| 2016 | Meryl Streep        | Florence Foster Jenkins              | Florence Foster Jenkins          |
| 2017 | Saoirse Ronan       | Christine "Lady Bird" McPherson      | Lady Bird                        |
| 2017 | Judi Dench          | Drottning Viktoria                   | Victoria & Abdul                 |
| 2017 | Helen Mirren        | Ella Spencer                         | The Leisure Seeker               |
| 2017 | Margot Robbie       | Tonya Harding                        | I, Tonya                         |
| 2017 | Emma Stone          | Billie Jean King                     | Battle of the Sexes              |
| 2018 | Olivia Colman       | Drottning Anne                       | The Favourite                    |
| 2018 | Emily Blunt         | Mary Poppins                         | Mary Poppins Returns             |
| 2018 | Elsie Fisher        | Kayla Day                            | Eighth Grade                     |
| 2018 | Charlize Theron     | Marlo Moreau                         | Tully                            |
| 2018 | Constance Wu        | Rachel Chu                           | Crazy Rich Asians                |
| 2019 | Awkwafina           | Billi Wang                           | The Farewell                     |
| 2019 | Ana de Armas        | Marta Cabrera                        | Knives Out                       |
| 2019 | Cate Blanchett      | Bernadette Fox                       | Var blev du av, Bernadette       |
| 2019 | Beanie Feldstein    | Molly Davidson                       | Booksmart                        |
| 2019 | Emma Thompson       | Katherine Newbury                    | Late Night                       |

### 2020-talet
| År   | Skådespelare       | Karaktär                                | Film                              |
| ---- | ------------------ | --------------------------------------- | --------------------------------- |
| 2020 | Rosamund Pike      | Marla Grayson                           | I Care a Lot                      |
| 2020 | Maria Bakalova     | Tutar Sagdiyev                          | Borat Subsequent Moviefilm        |
| 2020 | Kate Hudson        | Kazu Gamble                             | Music                             |
| 2020 | Michelle Pfeiffer  | Frances Price                           | French Exit                       |
| 2020 | Anya Taylor-Joy    | Emma Woodhouse                          | Emma                              |
| 2021 | Rachel Zegler      | María                                   | West Side Story                   |
| 2021 | Marion Cotillard   | Ann Defrasnoux                          | Annette                           |
| 2021 | Alana Haim         | Alana Kane                              | Licorice Pizza                    |
| 2021 | Jennifer Lawrence  | Kate Dibiasky                           | Don't Look Up                     |
| 2021 | Emma Stone         | Estella / Cruella                       | Cruella                           |
| 2022 | Michelle Yeoh      | Evelyn Quan Wang                        | Everything Everywhere All at Once |
| 2022 | Lesley Manville    | Ada Harris                              | Mrs. Harris Goes to Paris         |
| 2022 | Margot Robbie      | Nellie LaRoy                            | Babylon                           |
| 2022 | Anya Taylor-Joy    | Margot Mills / Erin                     | The Menu                          |
| 2022 | Emma Thompson      | Nancy Stokes / Susan Robinson           | Good Luck to You, Leo Grande      |
| 2023 | Emma Stone         | Bella Baxter                            | Poor Things                       |
| 2023 | Fantasia Barrino   | Miss Celie Harris Johnson               | Purpurfärgen                      |
| 2023 | Jennifer Lawrence  | Maddie Barker                           | No Hard Feelings                  |
| 2023 | Natalie Portman    | Elizabeth Berry                         | May December                      |
| 2023 | Alma Pöysti        | Ansa                                    | Höstlöv som faller                |
| 2023 | Margot Robbie      | Barbie                                  | Barbie                            |
| 2024 | Demi Moore         | Elisabeth Sparkle                       | The Substance                     |
| 2024 | Amy Adams          | Mother                                  | Nightbitch                        |
| 2024 | Cynthia Erivo      | Elphaba Thropp                          | Wicked                            |
| 2024 | Karla Sofía Gascón | Emilia Pérez / Juan "Manitas" Del Monte | Emilia Pérez                      |
| 2024 | Mikey Madison      | Anora "Ani" Mikheeva                    | Anora                             |
| 2024 | Zendaya            | Tashi Duncan                            | Challengers                       |

## Flera nomineringar
| 10 nomineringar - Meryl Streep 9 nomineringar - Shirley MacLaine 8 nomineringar - Julie Andrews 7 nomineringar - Goldie Hawn - Barbra Streisand 5 nomineringar - Annette Bening - Audrey Hepburn - Bette Midler - Emma Stone - Renée Zellweger | 4 nomineringar - Amy Adams - Doris Day - Mia Farrow - Diane Keaton - Jennifer Lawrence - Liza Minnelli - Julia Roberts - Maggie Smith - Emma Thompson - Kathleen Turner 3 nomineringar - Lucille Ball - Anne Bancroft - Emily Blunt - Sandra Bullock - Carol Burnett - Marion Cotillard - Jamie Lee Curtis - Judi Dench - Sally Field - Jane Fonda - Barbara Harris - Helen Mirren - Julianne Moore - Michelle Pfeiffer - Vanessa Redgrave - Debbie Reynolds - Margot Robbie - Rosalind Russell - Meg Ryan - Lily Tomlin - Reese Witherspoon | 2 nomineringar - Ann-Margret - Ingrid Bergman - Cate Blanchett - Jill Clayburgh - Glenn Close - Toni Collette - Geena Davis - Jodie Foster - Melanie Griffith - Judy Holliday - Anjelica Huston - Nicole Kidman - Angela Lansbury - Cloris Leachman - Sophia Loren - Andie MacDowell - Marsha Mason - Frances McDormand - Hayley Mills - Marilyn Monroe - Demi Moore - Dolly Parton - Jean Simmons - Sissy Spacek - Anya Taylor-Joy - Charlize Theron - Kate Winslet - Natalie Wood |

## Flera priser
3 priser
- Julie Andrews (2 i följd)
- Rosalind Russell (2 i följd)

2 priser
- Amy Adams (i följd)
- Annette Bening
- Diane Keaton
- Nicole Kidman
- Jennifer Lawrence
- Shirley MacLaine
- Bette Midler
- Sissy Spacek
- Emma Stone
- Meryl Streep
- Barbra Streisand
- Kathleen Turner (i följd)
- Renée Zellweger